# Pluto Kuiper Express

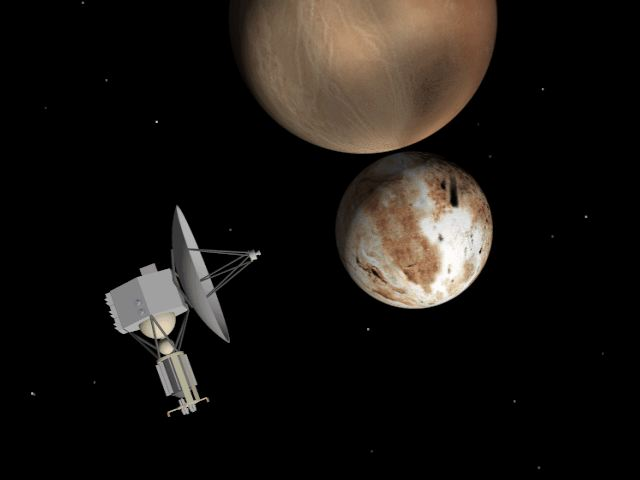
Konstnärs föreställning av Pluto Kuiper Express som flyger förbi Pluto och Charon.

Pluto Kuiper Express var en rymdsond avsedd för en förbiflygning av Pluto och Charon, samt minst ett större objekt i Kuiperbältet. Dess ursprungliga namn var Pluto Fast Flyby, och enligt schemat så skulle den nå Pluto år 2012. Den skulle bestå av två sonder som skulle fotografera var sin sida av planeten. Den skulle precis som New Horizons först passera förbi Jupiter för att få knuff vidare till Pluto.
Detta uppdrag ställdes in av budgetskäl, men ersattes senare av den liknande New Horizons som inte kostade lika mycket pengar.